# Börtala
Börtala, även känd som Bole, är en stad på häradsnivå i Xinjiang i nordvästra Kina. Staden är huvudort i prefekturen med samma namn och har järnvägsförbindelse med regionhuvudstaden Ürümqi. Den ligger omkring 470 kilometer väster om Ürümqi. 